# Luis Fernández Oliveira
Luis Fernández Oliveira (* 19. Januar 1980 in O Porriño) ist ein ehemaliger spanischer Radrennfahrer.

## Karriere
Fernández gewann unter anderem die Gesamtwertungen der Galicien-Rundfahrt und der Vuelta a Goierri 2004. Außerdem konnte er in diesem Jahr einen Tagesabschnitt der Bizkaiko Bira als Erster beenden. Nach einem positiven Doping-Test im Jahr 2004 wurde er mit einer Geldstrafe in Höhe von 601 Euro belegt.
Fernández begann seine internationale Karriere dann 2006 beim Phonak Hearing Systems, für das er für die Vuelta a España aufgestellt wurde, was seine einzige Teilnahme an einer dreiwöchigen Rundfahrt während seiner Laufbahn darstellt. Das Rennen schloss er als 90. der Gesamtwertung ab. Nach der Auflösung der Phonak-Mannschaft Ende 2006 wechselte Fernández 2007 zum spanischen Zweitdivisionär Karpin Galicia. Nach einer Saison verließ er die Mannschaft allerdings schon wieder und schloss sich der portugiesischen Mannschaft Barbot-Halcon (2009 mit dem Namen Barbot-Siper) an, bevor er seine aktive Karriere 2009 beendete.